# Intentionaler Fehlschluss
Als intentionaler Fehlschluss oder auch intentionalistischer Fehlschluss (englisch intentional fallacy) wird in der Literaturtheorie des New Criticism eine Herangehensweise an Texte bezeichnet, die darauf abzielt, die Intention (Absicht) des Autors beim Verfassen des Werks zu rekonstruieren. 
Der intentionale Fehlschluss ist vom intensionalen Fehlschluss zu unterscheiden.
Der Begriff des intentionalen Fehlschlusses geht auf den Aufsatz The Intentional Fallacy zurück, den 
William Kurtz Wimsatt, Jr. (1907–1975) und Monroe Beardsley 1946 veröffentlichten. Darin findet sich auch seine klassische Formulierung:

„[…] the design or intention of the author is neither available nor desirable as a standard for judging the success of a work of literary art“

„[…] der Vorsatz oder die Absicht des Autors ist als Maßstab für die Beurteilung des Erfolges eines literarischen Werks weder verfügbar noch wünschenswert.“

Eine solche „intentionalistische“ Interpretation galt den New Critics als Fehlschluss, da diese das literarische Kunstwerk ontologisch als in sich geschlossenes, autonomes textliches System verstanden, das aus sich heraus interpretiert werden müsse. Diese Ansicht stellte einen Bruch mit der seit dem Beginn der akademischen Literaturwissenschaft im 19. Jahrhundert bis in die 1920er Jahre dominierenden Herangehensweise dar, die Texte vor ihrem historischen, biografischen und sprachhistorischen (philologischen) Entstehungszusammenhang deutete. 